# Culsans

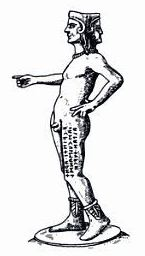
Rappresentazione del dio Culsans basata su una statua in bronzo ritrovata a Cortona e conservata presso il locale Museo dell'Accademia Etrusca.

Culsans nella mitologia etrusca è il dio delle porte. Ha molte affinità con il dio romano Giano. Infatti, vengono rappresentati entrambi bifronti e si ritiene che avessero funzioni simili.
Si distingue, nell'aspetto, da Giano, per l'assenza della barba e per i lineamenti tipicamente giovanili.
Secondo il linguista Onofrio Carruba, il nome di questo dio è confrontabile con quello del dio ittita Gulsant, nome che deriverebbe dalla radice ittita guls, col significato di "segnare, incidere", per cui il dio Gulsant sarebbe "colui che recide", con una funzione simile a quella delle Parche romane.
Correlata a Culsans, anche etimologicamente, è un'altra divinità etrusca, la furia Culsu.